# Brassaiopsis calcarea
Brassaiopsis calcarea är en araliaväxtart som beskrevs av William Grant Craib. Brassaiopsis calcarea ingår i släktet Brassaiopsis och familjen Araliaceae. Inga underarter finns listade.